# Liri Lubonja
Liri Ibrahim Lubonja (ur. 5 sierpnia 1925 w Durrës jako Liri Ibrahim Fterra, zm. 18 października 2021) – albańska dziennikarka i wydawczyni.

## Życiorys
W 1929 roku wraz z rodziną przeniosła się z Durrës do Tirany. Podczas II wojny światowej czynnie brała udział w ruchu oporu.
Ukończyła studia albanistyczne na Państwowym Uniwersytecie Tirany. W latach 1951–1953 była redaktorką naczelną czasopisma Zeri i rinisë, z którym była związana przez następne 14 lat. Przez kolejne kilka lat pracowała w Instytucie Historyczno-Lingwistycznym. W latach 1973–1990 była internowana w Lezhy.
Wydawczyni książek Për ju vajza (1960) i Larg dhe mes njerëzve (1995), w 2003 roku przetłumaczyła na język albański utwór pod tytułem Hijet e vendit të ëndërruar.